# Pałac książąt opolskich we Wrocławiu
Pałac książąt opolskich we Wrocławiu lub Dwór książąt opolskich, (niem.: Palais der Herzöge von Oppeln) – dawny pałac miejski przy placu Nankiera 1 we Wrocławiu. 

## Historia
Pierwszą rezydencję książąt opolskich wzniesiono w tym miejscu w stylu gotyckim w XIV wieku. Następnie pałac przebudowano w XIX wieku w stylu neoklasycyzmu i w tej formie pałac dzisiaj istnieje. W pałacu zachowały się dwie komnaty z XIV w. na partnerze, po obu stronach sieni wejściowej. W kwadratowej sali po prawej stronie od wejścia znajduje się gotyckie sklepienie krzyżowo-żebrowe, podparte ośmiobocznym filarem kamiennym, bogato rzeźbionym. Sala po lewej stronie zaś nakryta jest gotyckim sklepieniem o mocno profilowanych żebrach. W pierwszej połowie XX wieku w pałacu miało siedzibę Gimnazjum Wiktorii. W 1949 r. budynek został przekazany Oddziałowi Farmaceutycznemu Uniwersytetu Wrocławskiego. W latach 2000–2013 budynek należał do Uniwersytetu Medycznego, znajdował się w nim Wydział Farmacji, Dziekanat Wydziału Farmaceutycznego i Oddziału Analityki Medycznej. W latach 2017–2020 budynek został odrestaurowany i przebudowany na hotel. Obecnie działa w nim hotel Haston Old Town.